# Сасыкколь (озеро, район Магжана Жумабаева)
Сасыкколь (каз. Сасықкөл) — солёное озеро в районе Магжана Жумабаева Северо-Казахстанской области Казахстана. Находится в 11 км к юго-востоку от села Сарытомар, и в 1 км к югу от села Молодёжное.
По данным топографической съёмки 1940-х годов, площадь поверхности озера составляет 2,19 км². Наибольшая длина озера — 1,9 км, наибольшая ширина — 1,5 км. Длина береговой линии составляет 5,5 км, развитие береговой линии — 1,04. Озеро расположено на высоте 129,9 м над уровнем моря.
В с казахского название Сасыкколь переводится как зловонное озеро.